# حمالة صدر مدعمة بأسلاك
النهدية المُسلَّكة أو حمالة الصدر المُدعّمة بأسلاك هي نهدية تحتوي سلكًا رقيقًا شبه دائري مصنوع من مادة قاسية ومُركّب ضمن نسيج النهدية. قد يكون السلك مصنوعًا من المعدن أو البلاستيك أو من مادة الراتينج الصّمغية. يُخاط ضمن نسيج النهدية تحت كل جزء منها، من مركزها إلى تحت الإبط. يساعد السلك على رفع وتباعد وتحسين ودعم ثدي المرأة. يوجد العديد من التصميمات الخاصة بالنهديات.
يمكن إرجاع مفهوم النهدية المسلكة إلى براءة الاختراع عام 1893 التي تصف جهازًا يدعم الثدي باستخدام أسلاك صلبة تحت الثديين بهدف تحقيق التوازن. صُممت النهدية الحديثة في ثلاثينيات القرن العشرين، واكتسبت شعبية واسعة جدًا بحلول الخمسينيات. اعتُبرت النهديات المسلكة، القطعة الأكثر والأسرع مبيعًا في سوق البرازيل للنهديات في عام 2005.
ترتبط أحيانًا النهديات المسلكة ببعض الحالات الصحية بما في ذلك ألم الثدي والتهاب الثدي والحساسية تجاه السّلك المعدني. تخضع النساء اللواتي يرتدين هذا النوع من النهديات، في حالات قليلة نادرة، لمزيد من التدقيق عند المرور بجهاز كاشف المعادن في نقاط التفتيش الأمنية في المطارات أو السجون.

## تاريخها
يمكن إرجاع بدايات حمالة الصدر المُدعّمة بأسلاك إلى عام 1893 على الأقل، عندما مُنحت ماري توك من مدينة نيويورك براءة اختراع لـ «داعم الثدي». وُصف داعم الثدي باسم «الكورسيه» وكان يشبه إلى حد كبير حمالة الصدر الحديثة المُصممة لدعم الثديين. ويتكون من صفيحة مصنوعة من المعدن أو الورق المقوى أو مواد صلبة أخرى، شُكَّل بطريقة تتناسب مع محيط الجذع تحت الثديين. وكان يغطّى بقطعة قماشية من الحرير أو أي نوع آخر من القماش، تمتد فوق صفيحة مُكوّنةً الجزء الخاص بكل ثدي.
اشتُهرَ تصميم حمالات الصدر المُدعّمة بأسلاك واستمر في الولايات المتحدة بدءًا من الثلاثينيات. حصلت هيلين بونس على براءة اختراع في عام 1931 لتصميم يضم «عروة ذات نهايات مفتوحة» توضَع بشكل مُسطّح على الصدر وتحيط بأسفل وجانب كل ثدي. تصف براءة اختراع عام 1932 قطعة من الأسلاك على شكل حرف «U» وهي تستخدم للحفاظ على التباعد بين الثديين. تصف براءة الاختراع التي حصلت عليها بولين بوريس في عام 1938، اختراعها «داعم الثدي» الذي يستخدم قطعًا من الأسلاك لتطويق كامل الثدي تمامًا. اخترع والتر ايميت ويليامز في عام 1940، سلكًا على شكل بيت العنكبوت يحيط ويغطي كل ثدي ويؤمن لهما الدعم. بدأ تطور حمالة الصدر المُدعّمة بأسلاك منذ الثلاثينيات من القرن العشرين، إلا أنها لم تكتسب شعبيتها الواسعة النطاق حتى الخمسينيات، عند انتهاء الحرب العالمية الثانية إذ أصبحت الأسلاك المعدنية متوفرة للاستخدام.
كان لدى هاوارد هيوز في الأربعينيات من القرن الماضي، حمالة صدر مُصمّمة خصيصًا للممثلة جين راسل لدعم ثدييها في فيلمها المشهور «ذا أوتلاو».

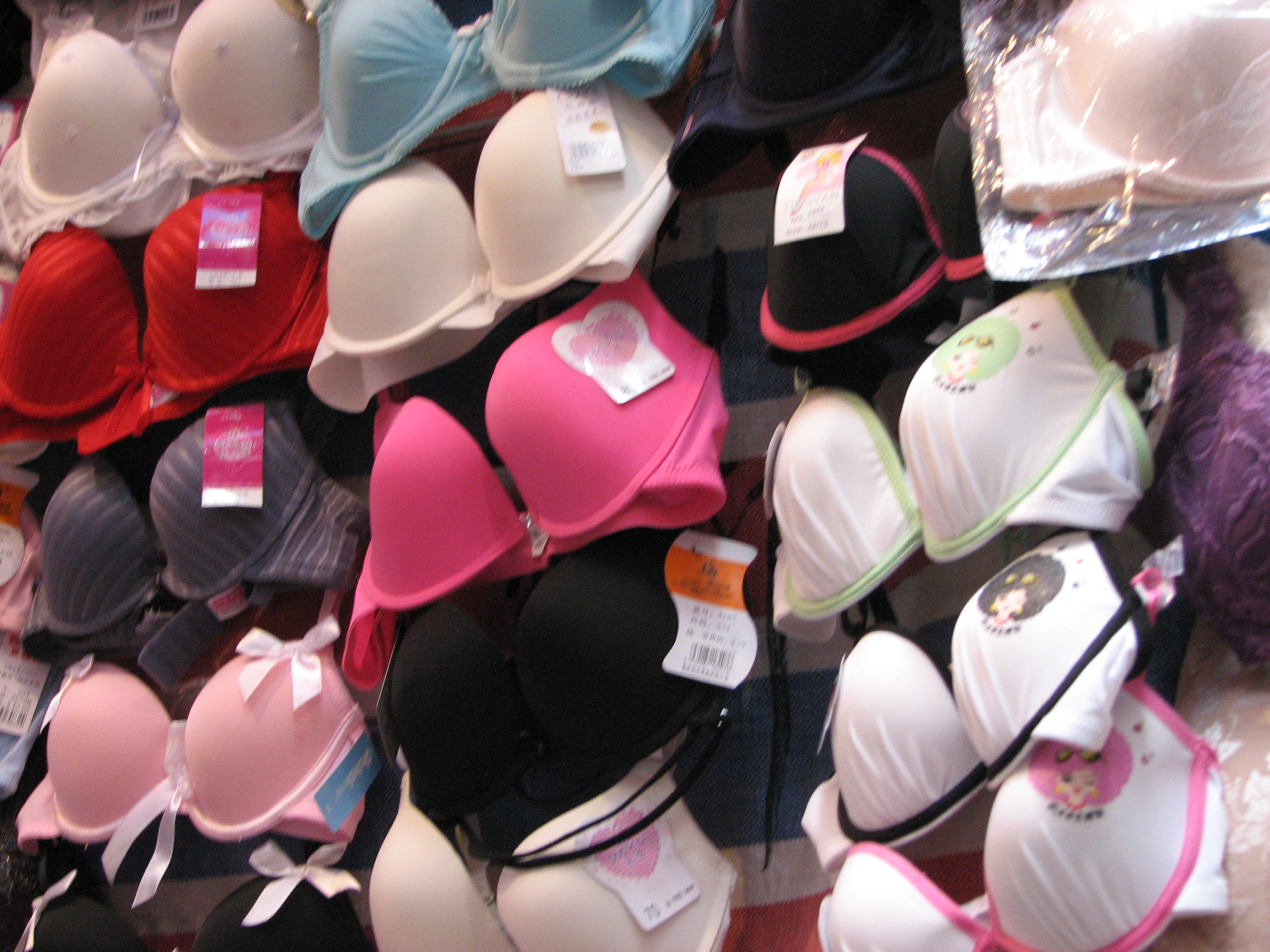
مجموعة من حمالات الصدر المدعمة بأسلاك معروضة للبيع

بدأت شعبية حمالة الصدر المُدعّمة بأسلاك واستخدامها على نطاق واسع خلال عام 1950. صمّمت نورما كمالي بحلول عام 1990، حمّالات صدر ضمن ألبسة السباحة المكوّنة من قطعة واحدة أو قطعتين (البيكيني). حصلت سكوت لوكريتيا على براءة اختراع لتصميمها قميص داخلي نسائي مدموج مع حمالة صدر مُدعّمة بسلك في عام 1989.
شكلت حمّالات الصدر المُدعَّمة بأسلاك 60% من سوق حمالات الصدر في المملكة المتحدة في عام 2000، و 70% في عام 2005. بيعت 500 مليون حمّالة صدر في عام 2001، ضمن الولايات المتحدة، منها حوالي 70 ٪ (أي ما يعادل 350 مليون) قطعة من حمّالات الصدر المُدعّمة بأسلاك.

## الهيكلة والتصميم

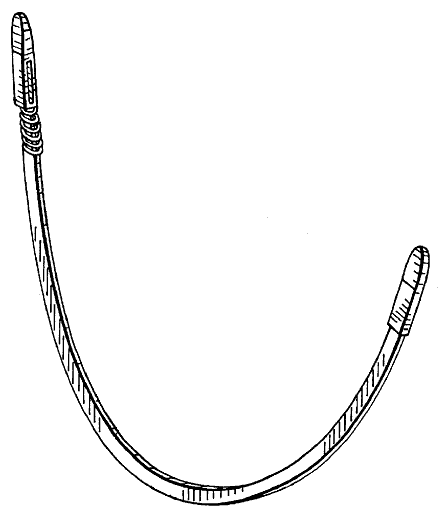
سلك مُدعّم

صُممت حمالات الصدر المُدعّمة بـاستخدام «سلك سفلي» شبه دائري. يمكن أن تكون تلك الأسلاك الداخلية مصنوعة إمّا من المعدن أو من البلاستيك المعاد تصنيعه لكن أغلبها مُصنّع من المعدن. تحظى القطع المصنوعة من البلاستيك على حصة صغيرة جدًا من المبيعات في السوق لأنها لا توفر نفس الدعم والصلابة اللذين توفرهما الأسلاك المعدنية الداخلية. الأسلاك المعدنية الداخلية عبارة عن شريط رفيع من المعدن، وعادةً ما يكون مطلي بطبقة من النايلون من كلا الطرفين. تشمل المعادن المستخدمة: الفولاذ والنيكل والتيتانيوم. نحو 70% من النساء اللواتي يرتدين حمالات الصدر يرتدين الأنواع المُدعّمة بأسلاك فقط وذلك وفقًا لشركة أس آند أس في نيويورك، والتي تزود شركات مثل: لانجري «بالي» وبلاتيكس وفيكتوريا سيكريت وغيرها من العلامات التجارية المعروفة التي تبيع حمالات الصدر.
قد يسبب السلك المعدني إزعاجًا وألمًا كبيرًا عندما يخترق فجأةً القماش السفلي لحمالة الصدر. لا ترتدي الطاهية والشخصية التلفزيونية وسيدة الأعمال المشهورة «كلاريسا ديكسون رايت» حمالة صدر إلّا في المناسبات الخاصة. كانت ترقص في حفل عيد ميلادها الخمسين، عندما شعرت فجأةً بألم مرعبٍ في صدرها. اعتقدت في البداية أنها أصيبت بنوبة قلبية، قالت: «أصبح الألم يشتدّ أكثر فأكثر، لكنّي اكتشفت فيما بعد أنّ السلك المعدنيّ السفلي في حمّالة صدري هو السبب».
نظرًا لأن هذه الأسلاك يمكن أن تُمزّق القماش، تغسل معظم النساء حمالات الصدر بشكل يدويّ أو يغسلونها في دوراتٍ خاصّة ضمن الغسّالة. يمكن أيضًا استخدام أكياس غسيل خاصّة لحمالات الصدر، والتي عادةً ما تكون عبارة عن أكياس مُزوَّدة بسحّاب، لحماية حمالات الصدر ومنع انفصال الأسلاك الداخلية السفلية عن حمالة الصدر أثناء غسلها.

## الجانب الصحي
يمكن أن تسبب هذه الحمالات بعض الاحتكاك، مما يؤدي إلى تهيج الجلد وألم في الثدي، ويمكن لأسلاك حمالة الصدر المُهترئة أن تبرز من النسيج وتجرح أو تقطع البشرة. يمكن أن تؤدي ملامسة الجلد للنيكل أو المعادن الأخرى إلى التهاب الجلد التّماسيّ (الأكزيما) لدى عدد قليل من النساء.

### التأثير على الرضاعة
قد تساهم حمالات الصدر الداخلية مثل الملابس الضيقة الأخرى، في انسداد القنوات اللبنية عند النساء المُرضعات. إن التغيرات في حجم الثدي أثناء الحمل تُشكّل مشكلة أخرى أيضًا. نظرًا لأن حمالات الصدر المُدعّمة قاسية، فهي لا تستوعب بسهولة التغيرات في حجم الثدي، كما أن حمالة الصدر غير المناسبة التي لا تدعم الثديين بشكل صحيح يمكن أن تسبب عدم الراحة والألم. تُنصح المرأة بعدم استخدام حمالة الصدر الداخلية لعدة أيام بعد استئصال الثدي.

### أمراض المناطق الاستوائية
أكّدت إحدى التقارير الطبية أن ارتداء حمالة الصدر المُدعّمة بأسلاك في المناطق الاستوائية، وتحديداً منطقة شرق إفريقيا، يمكن أن يؤدي إلى الإصابة بداء الدودة الحلزونية في الثدي الناتجة عن ذبابة تومبو. تضع هذه الذبابة بيوضها ويرقاتها في الملابس، خاصةً على طول الأسلاك المعدنية لبطانة أسفل الصدر، ولا يمكن قتلها إلا باستخدام الحرارة العالية.

## قضايا قانونية
توصي إدارة أمن النقل النساء في الولايات المتحدة بعدم ارتداء حمالات الصدر المُدعّمة بالأسلاك لأنها يمكن أن تتسبب في إطلاق الإنذار من أجهزة الكشف عن المعادن. على الرغم من أن معظم النساء يرتدينها دون وقوع أية مشكلة، إذ يعتمد ذلك على نوع المعدن المُصنِّع للسلك.

### أمن النقل
تسببت صانعة الأفلام نانسي كيتس في يوم الأحد،24  أغسطس من عام 2008 بإطلاق صفّارة الإنذار من جهاز الكشف عن المعادن أثناء عملية الفحص الأمني. واعترضت عندما حاول العميل المسؤول تفتيش ثدييها. وقالت له: «لا يمكنك معاملتي كمجرمة لمجرد ارتدائي حمالة صدر». أخبرها المشرف أن عليها الخضوع لعملية التفتيش في غرفة خاصة أو سيضطرون لإلغاء رحلتها. فعرضت كيت خلع حمالة صدرها. إذ ذهبت إلى الحمام، وأزلت حمالة صدرها، وسارت عبر المطار وأعادت الفحص الأمني. قالت إن أحد المشرفين أخبرها أن حمالة صدرها كانت السبب الرئيسي لإطلاق إنذارات كاذبة من جهاز الكشف عن المعادن.

### قواعد المنشآت الإصلاحية
تطلب بعض المنشآت الإصلاحية، مثل سجن سان كوينتين، من الزائرين إما قص حمالات الصدر وإزالة الأسلاك السفلية منها، أو استخدام صدرية لينة بشكل مؤقت مُقدمة من المؤسسة. ونتيجة لذلك شعر الزوّار بالإحراج والقلق. تطلب المرافق الأخرى من النساء إزالة حمالات الصدر الداخلية في الحمامات، والمرور عبر جهاز كاشف المعادن، ثم العودة إلى الحمام لإعادة حمالات الصدر الخاصة بهم مرة أخرى.